# Palais Cheremetiev
Le Palais Cheremetiev ou Maison de la Fontaine est un palais de Saint-Pétersbourg construit par la famille Cheremetiev, nommé d'après la rivière Fontanka (Fontaine) voisine. Depuis sa construction en 1712, le bâtiment a été reconstruit plusieurs fois par les célèbres architectes G. Dmitryev, Savva Chevakinski, Fyodor Argunov et Ivan Starov'.

## Histoire

### Construction
Le terrain a été accordé par Pierre le Grand à Boris Cheremetiev en 1712 avec l'ordre de construire un palais de style européen. À l'époque, la résidence principale des Cheremetiev était située sur la pointe de l'île Vassilievski, de sorte que le terrain près de la rive de la Fontanka était utilisé comme domaine de campagne.
En 1719, Piotr Borissovitch hérita du domaine. À la fin des années 1730, alors que Bartolomeo Rastrelli construisait à proximité de somptueuses résidences pour l'impératrice Elisabeth, il invita l'architecte Dmitriev à construire ici un palais en pierre d'un seul étage. Vingt ans plus tard, le bâtiment fut reconstruit par Savva Chevakinski et Fyodor Argunov et décoré pour s'adapter aux palais voisins, probablement sur la base des plans de Rastrelli'.
En 1788, le palais fut rénové par Ivan Starov. Outre les intérieurs luxueux, le palais contenait une extraordinaire collection d'œuvres d'art : des peintures de Raphaël, du Corrège, de Véronèse, de Rembrandt, etc.

### XXe siècle
Après la révolution d'Octobre, le palais fut nationalisé et utilisé comme siège de différentes organisations tout au long du XXe siècle. De 1918 à 1931, il y avait un Musée de la Maison Noble, basé sur les collections privées d'art accumulées par les Cheremetiev en 200 ans. Plus tard, la collection fut déplacée au Palais d'Hiver et la Maison de la Fontaine fut transformée en institut de recherche, tous les intérieurs historiques furent détruits. En 1990, le palais a été donné au Musée du Théâtre et de la Musique, et depuis la fin des années 1980, la restauration a commencé.

## Musée de la musique de Saint-Pétersbourg
Il s'agit d'une branche du Musée d'état de Musique et d'Art Théâtral. Ouvert en 1990, le musée offre aujourd'hui à ses visiteurs une vaste collection de plus de 3000 instruments de musique, l'une des cinq plus grandes au monde et la plus importante de Russie.
En 2014, la composition « Monte Generoso » a été offerte au musée par le joaillier suisse Willi Inauen.

## Musée Akhmatova

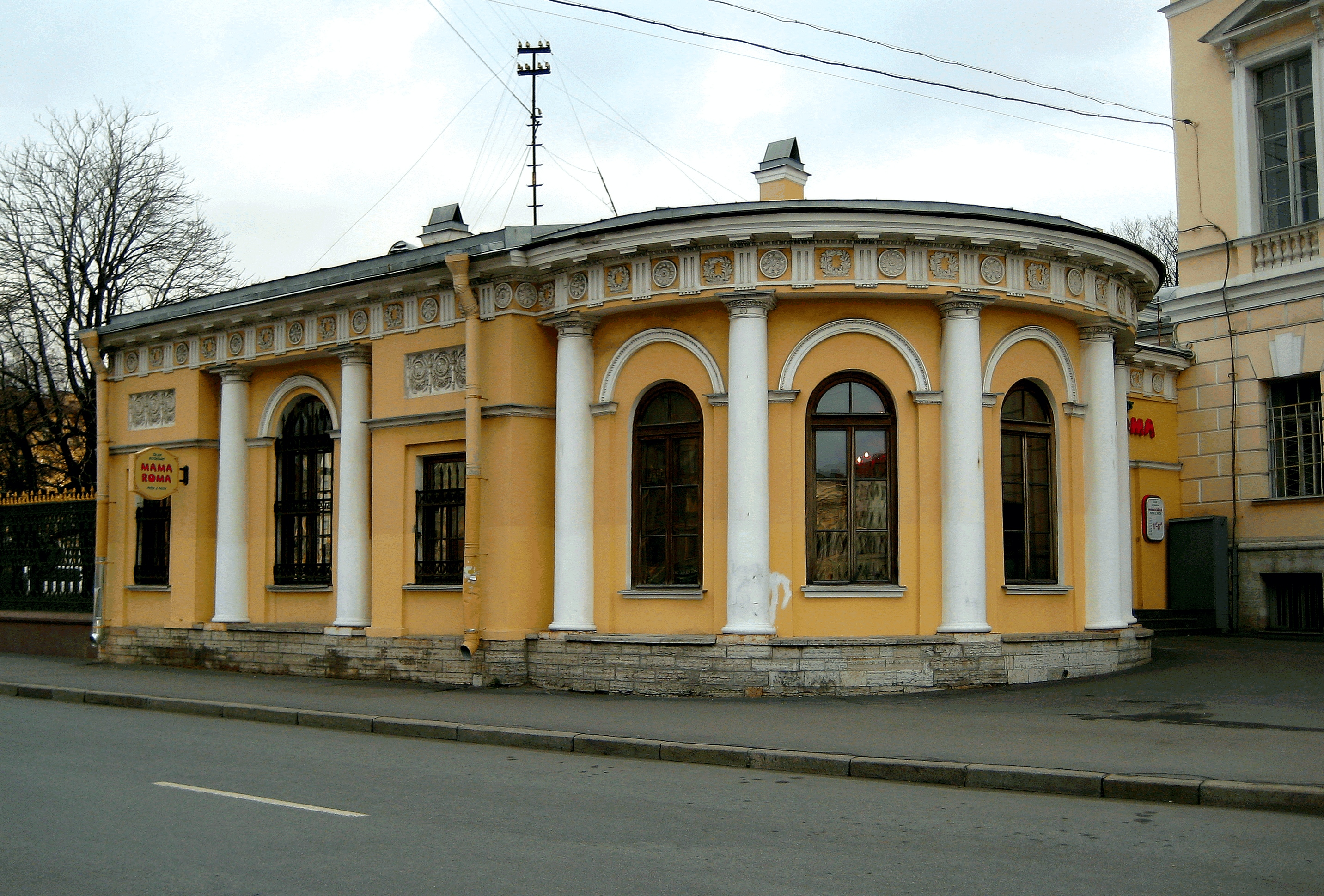
Pavillon Sud, 2012

La célèbre poétesse russe Anna Akhmatova a vécu deux fois dans la maison de la fontaine, d'abord en 1918-1920 avec son deuxième mari Vladimir Shileyko (dans l'aile sud du jardin). Plus tard, en 1944-1952, elle séjourna dans l'aile nord avec son époux Nikolaï Pounine. Le musée commémoratif d'Akhmatova existe ici depuis 1989.

## Sources
- Cathy Giangrande, Saint-Pétersbourg : musées, palais et collections historiques, Boston, Bunker Hill Publishing, 2003 (ISBN 1593730004, lire en ligne), p. 64-65
- Dmitrii Shvidkovsky, L’architecture russe et l’Occident, London, Yale University Press, 2007 (ISBN 978-0-300-10912-2, lire en ligne), p. 339
- Arthur L. George, Saint-Pétersbourg : la fenêtre sur l’avenir de la Russie, Taylor Trade Publishing, 2003 (ISBN 9781589790179, lire en ligne), p. 139
- Orlando Figes, La danse de Natasha : une histoire culturelle de la Russie, Penguin UK, 2018 (ISBN 9780141989594), « 2 »